# Nicolai Riise Madsen
Nicolai Riise Madsen (født 14. august 1993) er en dansk professionel fodboldspiller.

## Karriere
Han skrev som 17-årig under på en toårig kontrakt med HB Køge i juni 2011. Han fik sin debut i Superligaen den 23. maj 2012, da han blev skiftet ind i pausen af kampen mod Odense Boldklub i stedet for Brad Rusin. Han blev i sommeren 2012 rykket op i førsteholdstruppen.
Det blev i august 2014 bekendtgjort, at Madsen stoppede karrieren.
I 2016 spillede han for Køge Boldklub i 2016.